# Didier Païs
Didier Pais (ur. 8 lutego 1983) – francuski zapaśnik w stylu wolnym. Olimpijczyk z Londynu 2012, gdzie zajął jedenaste miejsce w kategorii 60 kg.
Piąty na mistrzostwach świata w 2011. Srebrny medalista mistrzostw Europy w 2005 i 2008. Brązowy medal na igrzyskach śródziemnomorskich w 2005. Drugi w Pucharze Świata w 2009 roku.